# Dörnthal (Olbernhau)
Dörnthal ist ein Ortsteil der sächsischen Stadt Olbernhau im Erzgebirgskreis.

## Geografie

### Lage

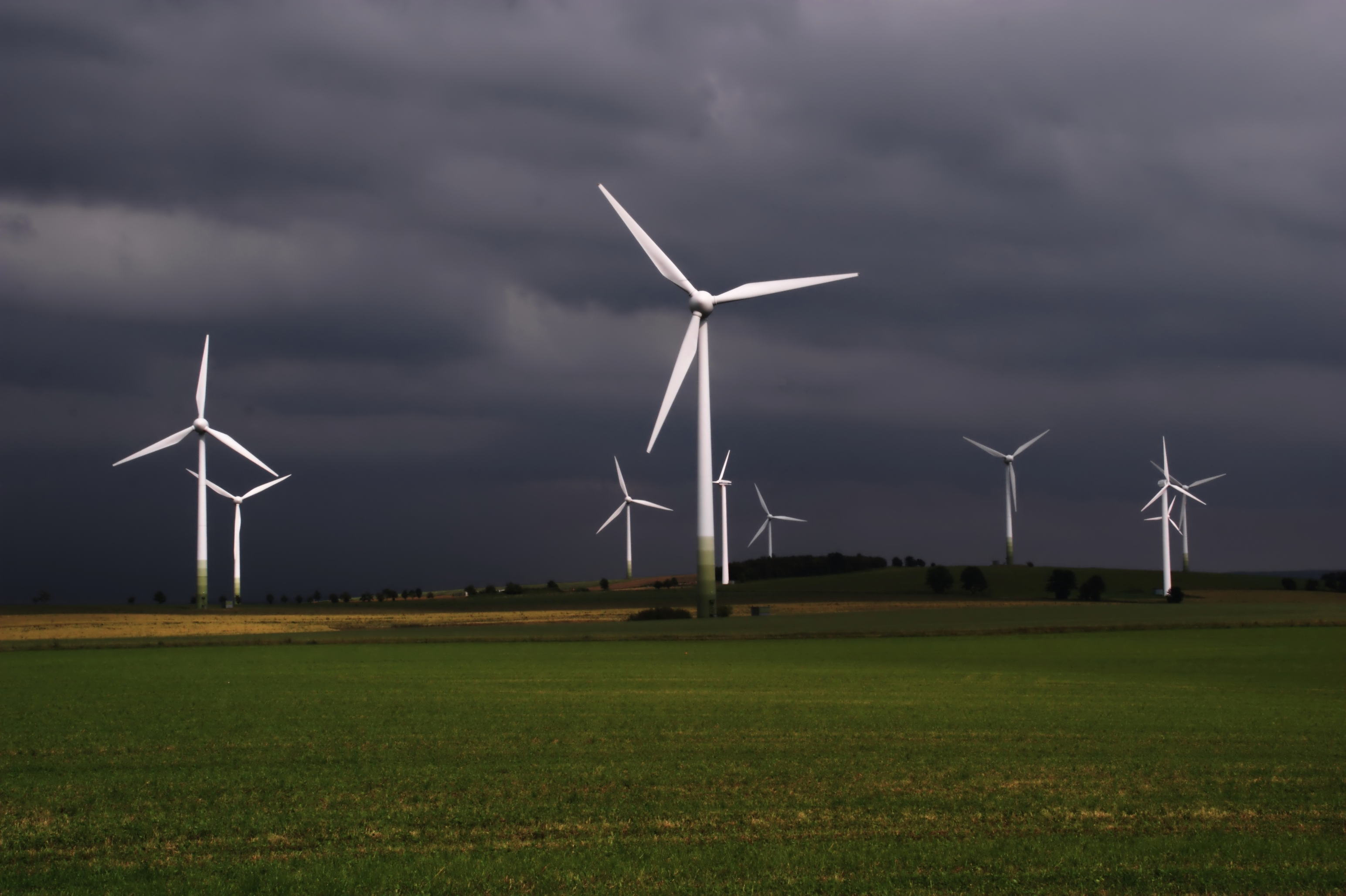
Landschaft bei Dörnthal

Das Waldhufendorf Dörnthal liegt etwa 6 Kilometer nordwestlich von Sayda im Erzgebirge. Die Ortslage erstreckt sich etwa in Ost-West-Richtung entlang eines Baches. Südlich von Dörnthal liegt der Dörnthaler Teich
Durch den Ort verläuft die Staatsstraße 215 (als Verbindung zwischen der B 101 und Pfaffroda), über die Kreisstraße 8113 besteht Anschluss an Haselbach im Westen und die S 207 Eppendorf–B 171 am östlichen Ortsausgang. Der höchste Punkt Dörnthals ist der Saidenberg (700,8 m). Aufgrund seiner exponierten Lage zum Erzgebirgsvorland und der damit verbundenen Windgeschwindigkeiten entstanden auf dem Saidenberg seit 1994 mehrere Windkraftanlagen (Windpark Saidenberg). Westlich davon liegt der Ochsenkopf.

### Nachbarorte
| Mittelsaida | Obersaida                                   | Zethau     |
| Haselbach   | Kompassrose, die auf Nachbargemeinden zeigt | Voigtsdorf |
| Hutha       | Pfaffroda                                   | Pilsdorf   |

## Geschichte

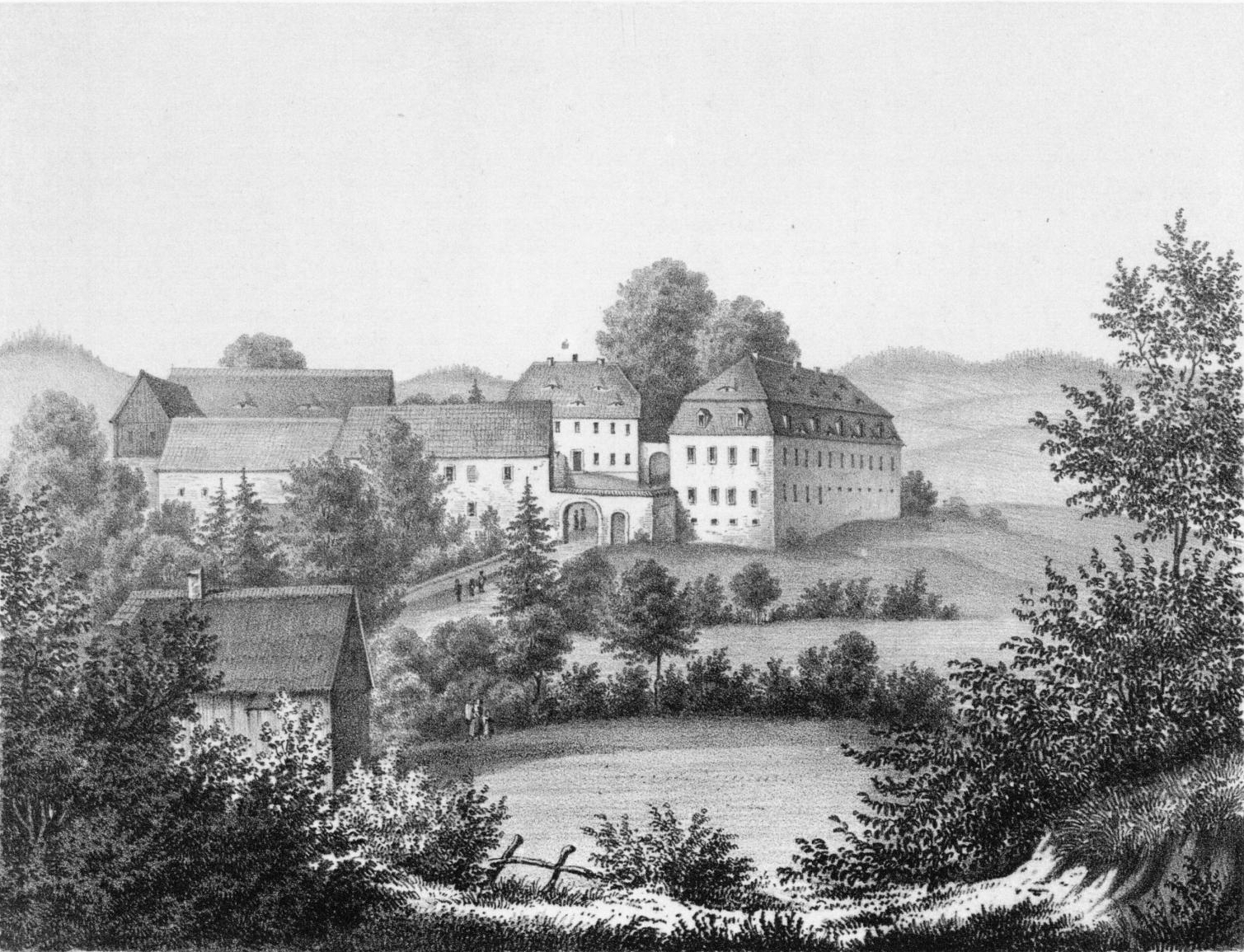
Rittergut Dörnthal (um 1860)

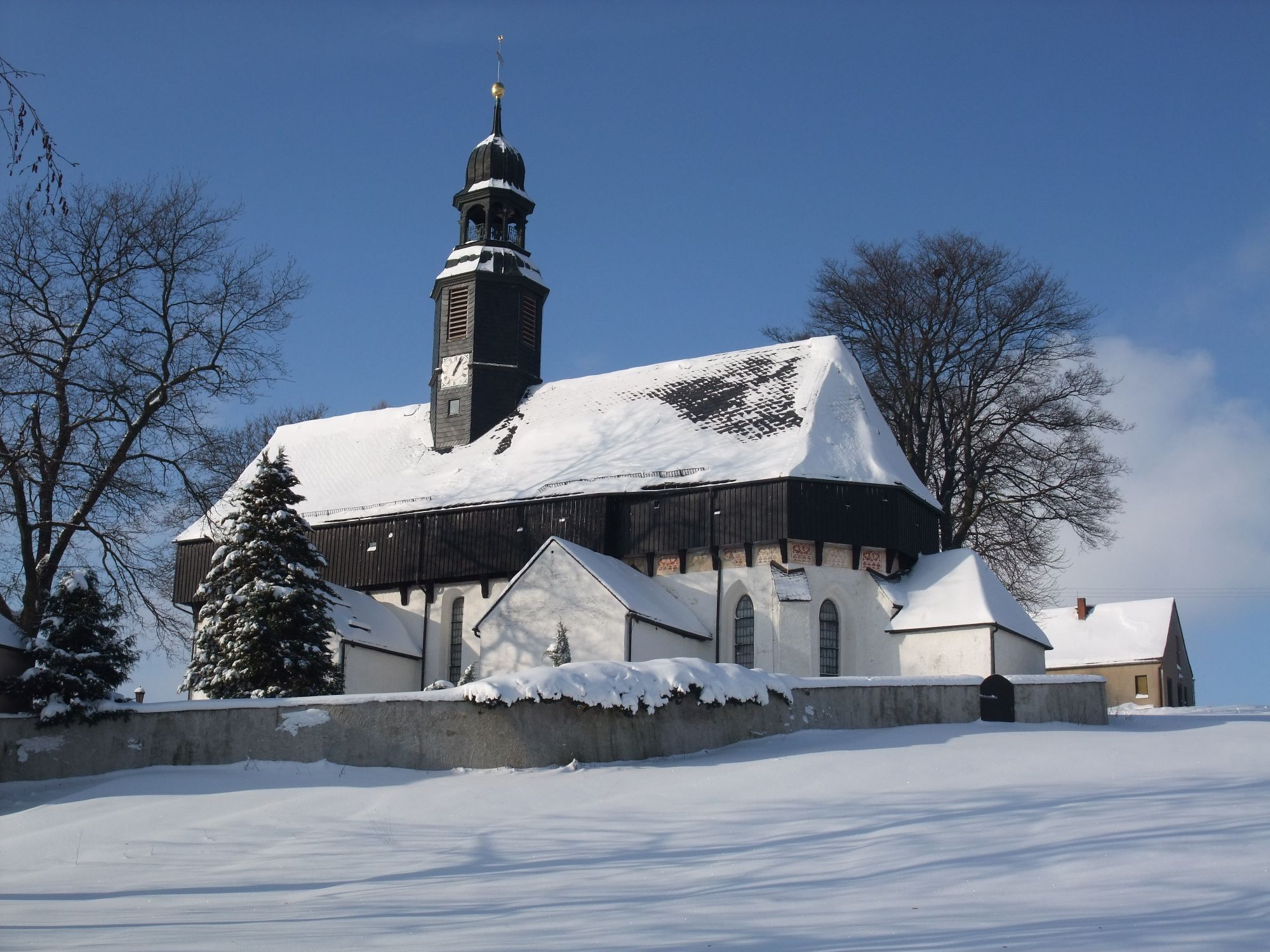
Die Wehrkirche von Südosten gesehen

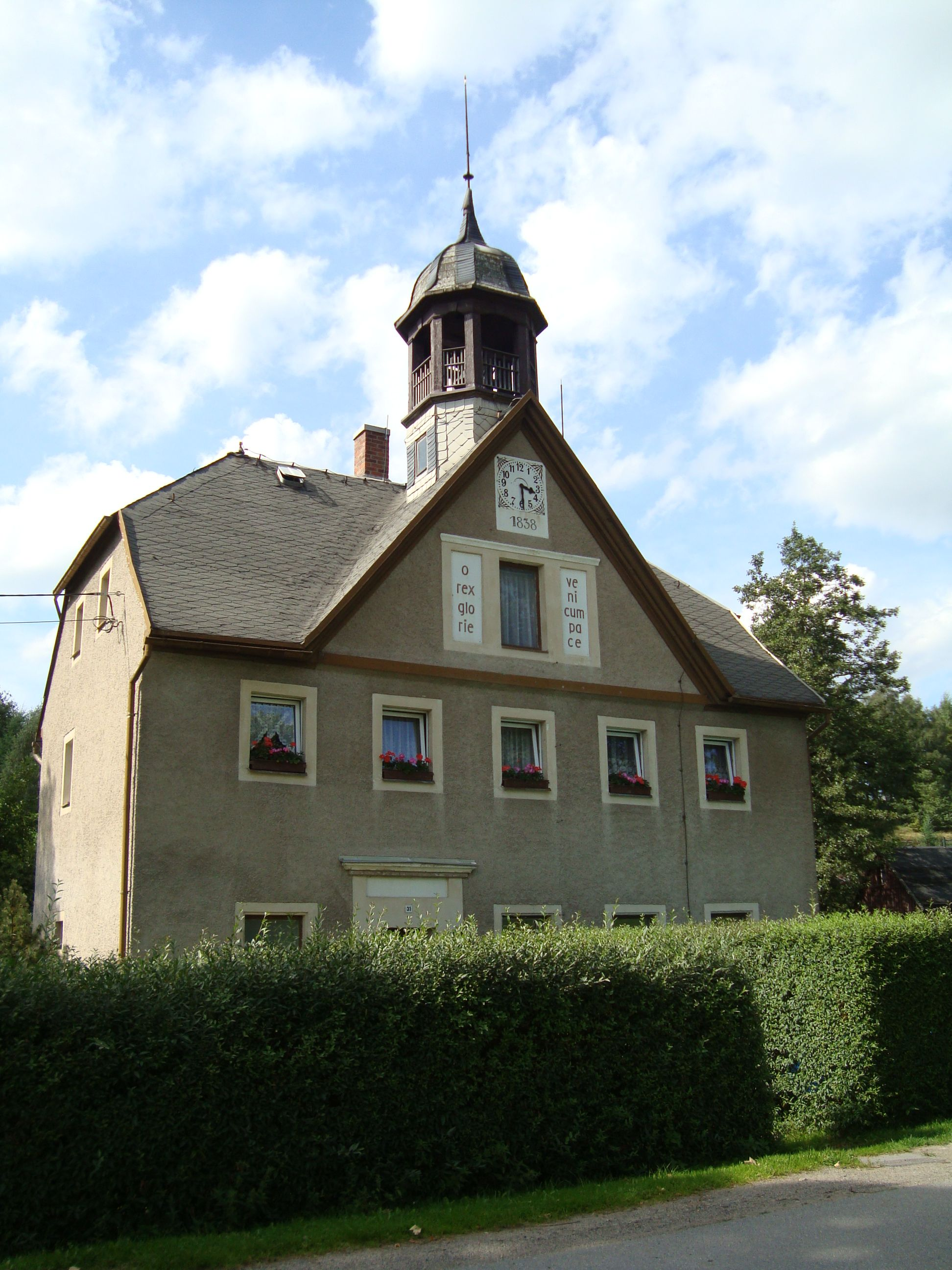
Ehemalige Nebenschule Dörnthal

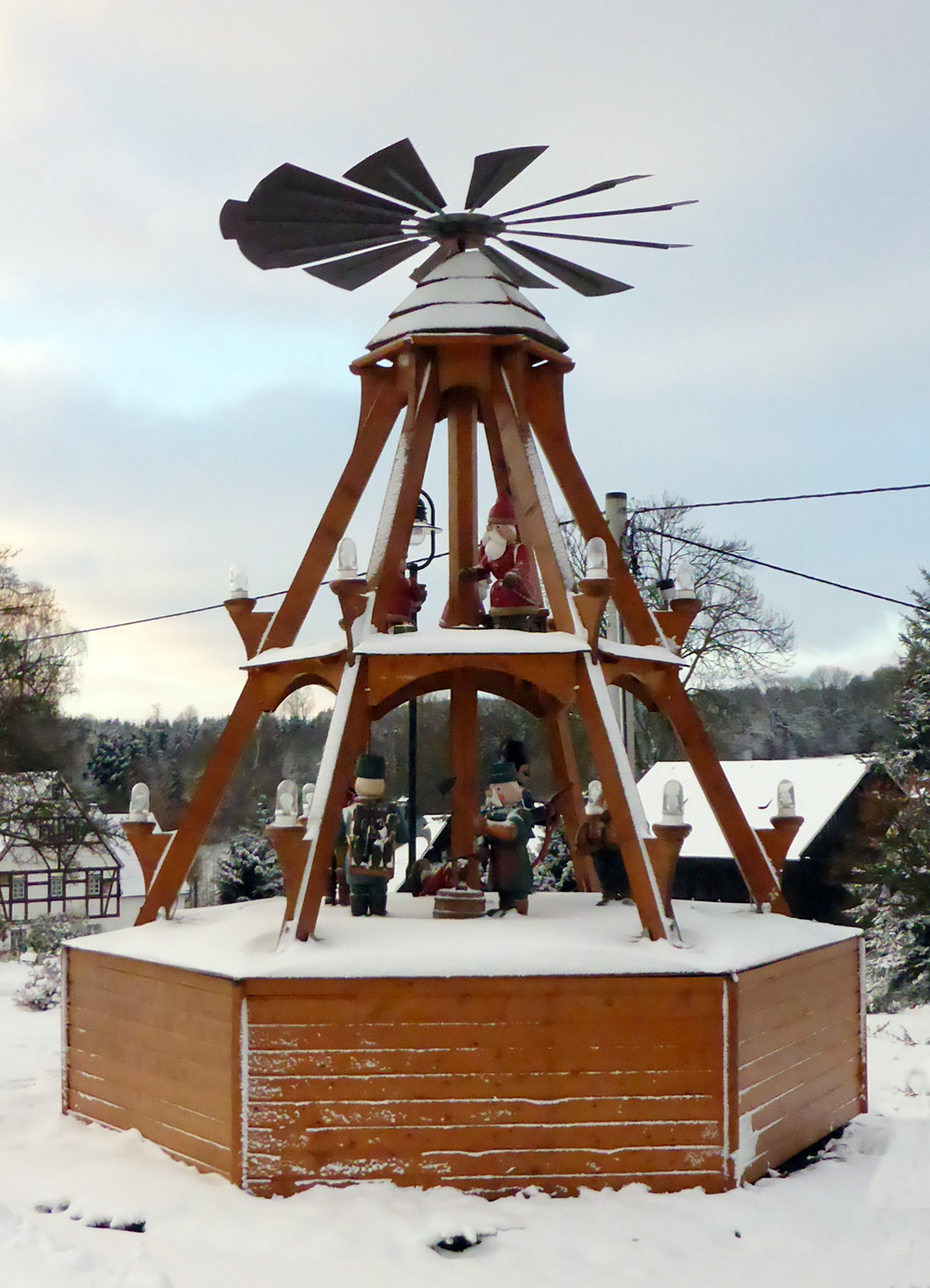
Ortspyramide in Dörnthal

Die erste urkundliche Erwähnung des Ortes datiert aus dem Jahre 1449 als Dorrental, die Ortsgründung wird für die 2. Hälfte des 12. Jahrhunderts angenommen. Seinen Namen soll er von bis 1790 hier existierenden Kapelle der heiligen Dorothea, welche zum Kloster Osek gehört haben soll, erhalten haben.
In Lehnbriefen ab 1449 sind die Freiberger Patrizierfamilien Wigkart und Alnpecks als Dorflehnherren nachweisbar, auf sie folgten 1501 die von Schönberg auf Purschenstein, welche die Herrschaft bis 1945 ausübten. Im Ort bestand von Beginn an ein Rittergut mit der oberen und niederen Gerichtsbarkeit. Lange Zeit gehörten zu dessen Bereich die Orte Zethau, Helbigsdorf, Weigmannsdorf, Randeck, Hutha und Reukersdorf, welche der Rittergutsherrschaft fronpflichtig waren. 1851 wurden diese abgelöst. Mit der Reformation 1539 blieb der Ort eigenständige Parochie, 1572 wurde der erste Lehrer erwähnt. Um 1465 (dendro) erhielt die aus dem 13. Jahrhundert stammende Dorfkirche ein hölzernes Wehrgeschoß und wurde dadurch zur Wehrkirche. Kurz vor 1500 (dendro) wurde an das rechteckige Kirchenschiff ein polygonaler Chor – ebenfalls mit Wehrgeschoß – angebaut. Während des Dreißigjährigen Krieges wurde der Ort wiederholt geplündert und zerstört, viele Bauern erschlagen und erschossen. Ein Teil der Bevölkerung konnte in die umliegenden Wälder fliehen. Gebäude und Felder blieben jahrzehntelang wüst und zum Teil ohne Besitzer.
Zur Unterstützung des Bergbaus in Freiberg wurde 1787 zur Förderung des Teich- und Kunstgrabenbaues die Herrenmühle an die Kurfürstliche Röschen- und Wasseranstalt verkauft, zudem wurde der Schützenteich angelegt. Die Teiche wurden in den Jahren 1842/1844 vergrößert. Im Pfarrhaus entstand 1893 eine Volksbibliothek. Der Anschluss an die öffentliche Elektroenergieversorgung erfolgte 1914, 1926–28 wurde eine Straßenbeleuchtung errichtet, 1928 wurde eine erste Gemeinschaftswasserleitung erbaut. Bereits 1939 wurde ein Kindergarten eingerichtet. 1974 wurde Haselbach eingemeindet.
Am 1. Januar 1999 wurde aus den bis dahin eigenständigen Gemeinden Dörnthal, Hallbach und Pfaffroda b. Sayda die Gemeinde Pfaffroda neugebildet, Dörnthal und Haselbach wurden Ortsteile der Gemeinde.
Am 21. Mai 2004 wurde eine Freundschaftsurkunde zwischen der Gemeinde Grafenhausen in Baden-Württemberg und Dörnthal unterzeichnet.
Am 1. Januar 2017 wurde die Gemeinde Pfaffroda mit allen Ortsteilen in die Stadt Olbernhau eingemeindet.

## Entwicklung der Einwohnerzahl

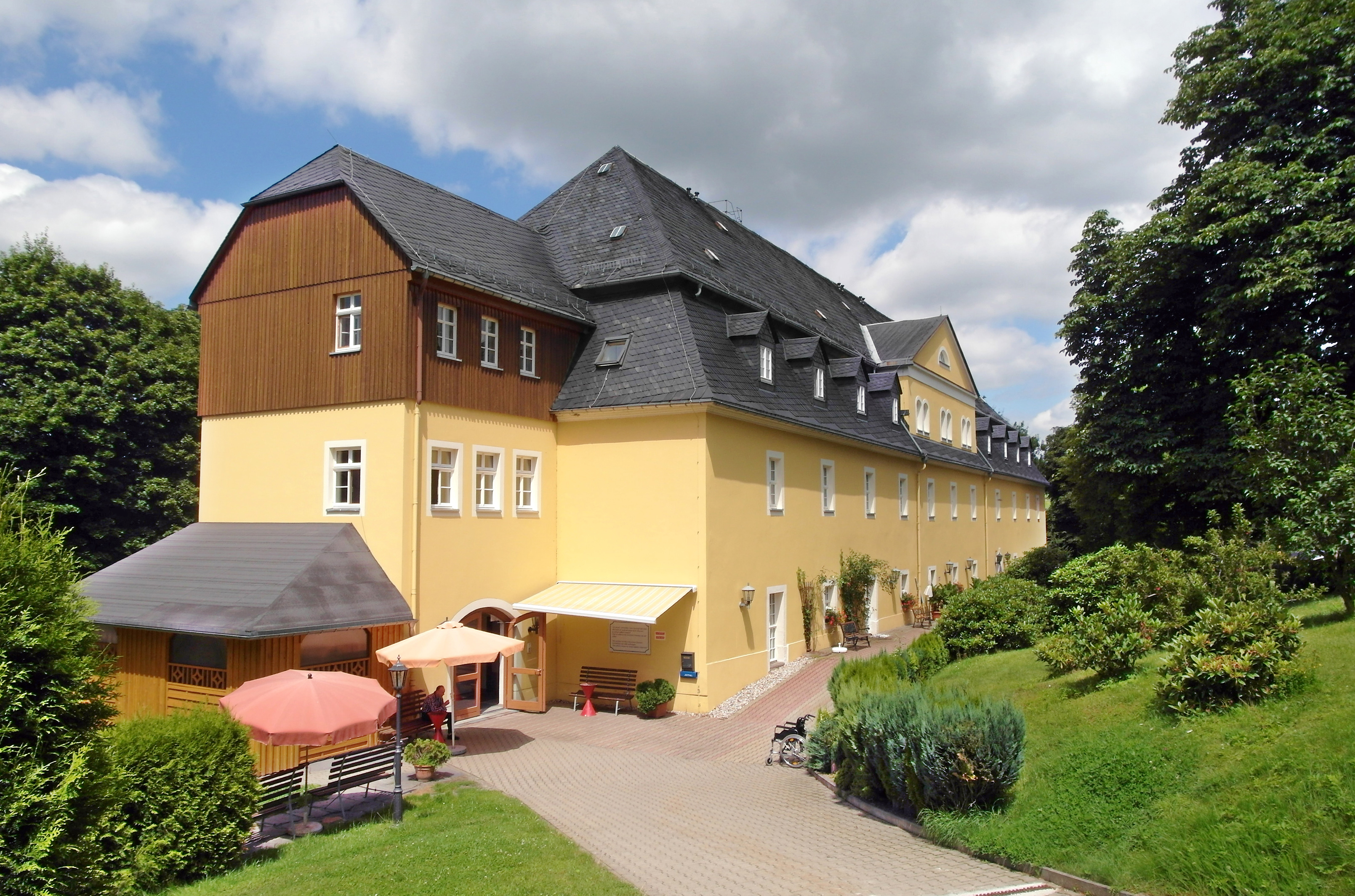
Rittergut Dörnthal, Herrenhaus, heute Pflegeheim (2016)

| Jahr | Einwohnerzahl                                        |
| ---- | ---------------------------------------------------- |
| 1501 | 53 besessene Mann                                    |
| 1551 | 18 besessene Mann, 50 Inwohner                       |
| 1764 | 48 besessene Mann, 37 Gärtner und Häusler, 50 ¾Hufen |
| 1834 | 1081                                                 |
| 1871 | 1276                                                 |

| Jahr | Einwohnerzahl |
| ---- | ------------- |
| 1890 | 1136          |
| 1910 | 1031          |
| 1925 | 1008          |
| 1939 | 944           |
| 1946 | 1196          |

| Jahr   | Einwohnerzahl |
| ------ | ------------- |
| 1950   | 1186          |
| 1964   | 1042          |
| 1990 1 | 1255          |

## Söhne und Töchter des Ortes
- Oskar Trinks (1873–1952), Politiker der SPD, badischer Landtagsabgeordneter, Mitglied der Weimarer Nationalversammlung
- Bruno Biedermann (1904–1953), NSDAP-Politiker und Mitglied des Reichstags
- Fritz Zimmermann (* 1930), Professor für Geschichte, 1972 Chefredakteur der Zeitschrift „Beiträge zur Geschichte der Arbeiterbewegung“ in Berlin, Autor „Der Dorfschmied“ und „Dörnthal“

## Wirtschaft
Die am 2. Dezember 1650 erstmals urkundlich erwähnte Dörnthaler Ölmühle produziert seit mindestens diesem Jahre – es wird vermutet, dass sie noch älter ist – und ist damit die älteste produzierende Ölmühle Deutschlands. Seit 1993 stehen die Anlagen unter Denkmalschutz.
In der am 24. Januar 1559 erstmals urkundlich erwähnten Braun Mühle Dörnthal befindet sich seit 2010 eine Brauerei.
Bis heute existieren elf wassergetriebene Mühlen, die Getreide mahlten oder in Stampfwerken aus Leinsamen Speiseöl gewannen.

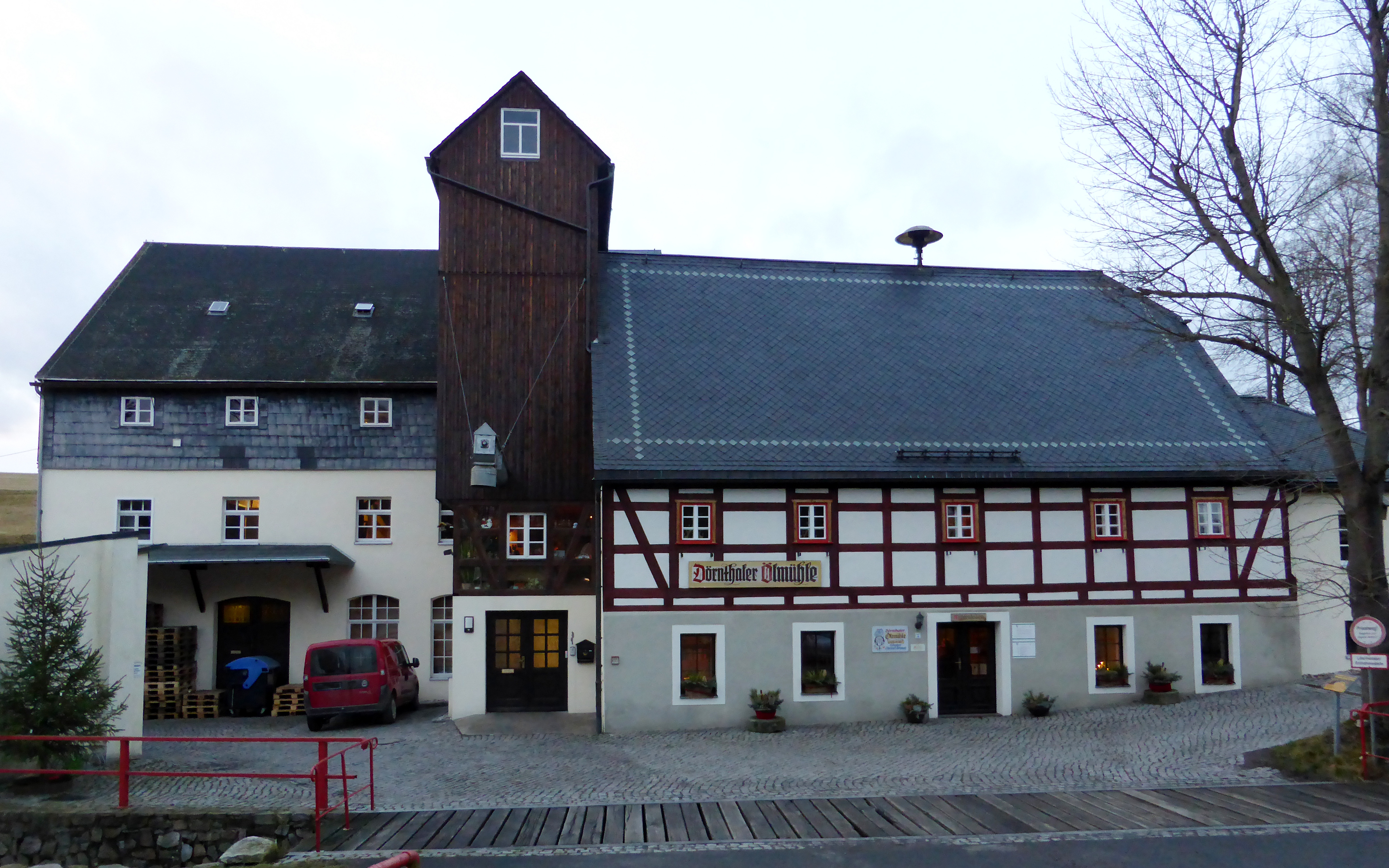
Dörnthaler Ölmühle von 1650
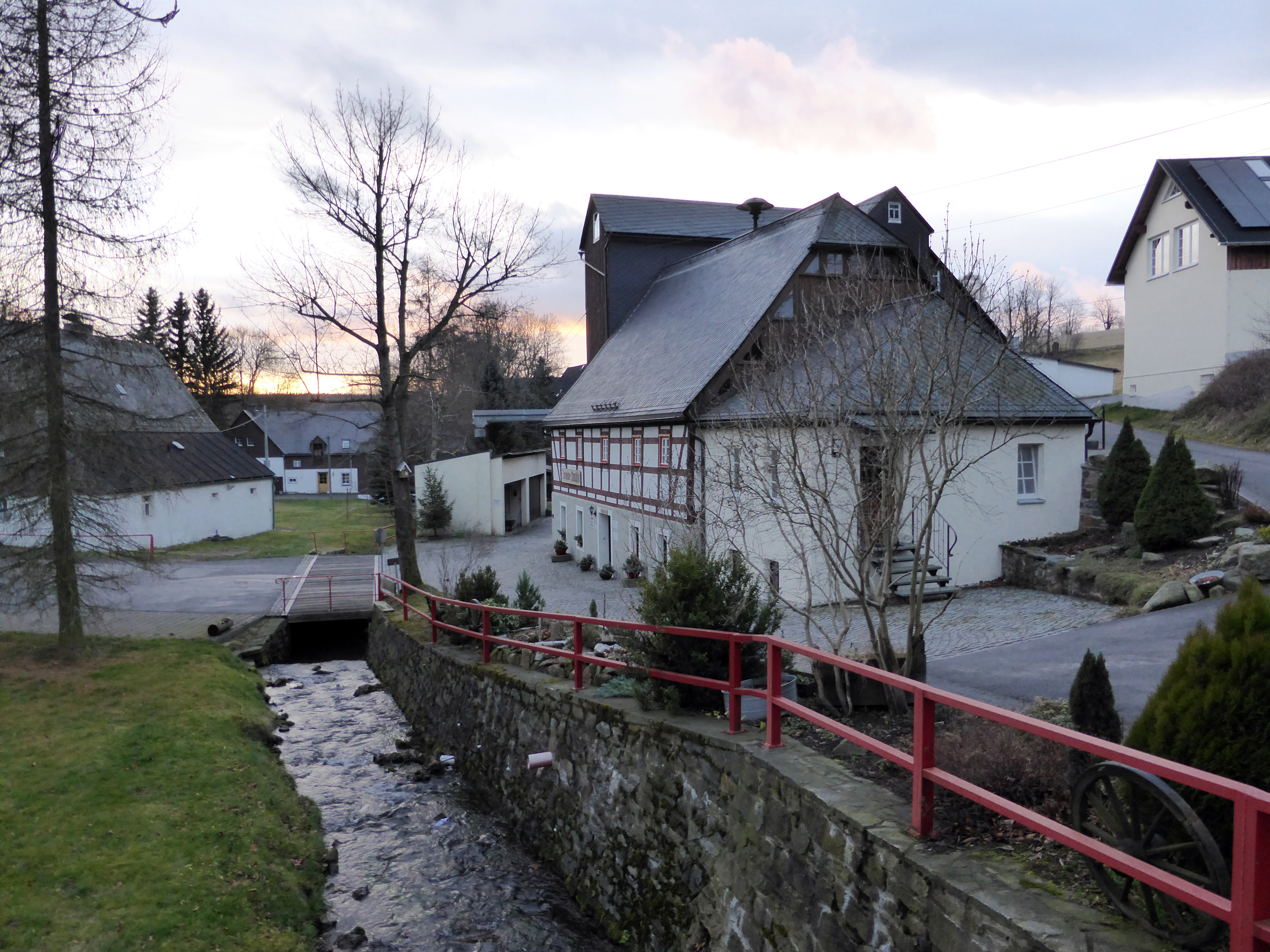
Untere Mühlenbrücke über den Haselbach
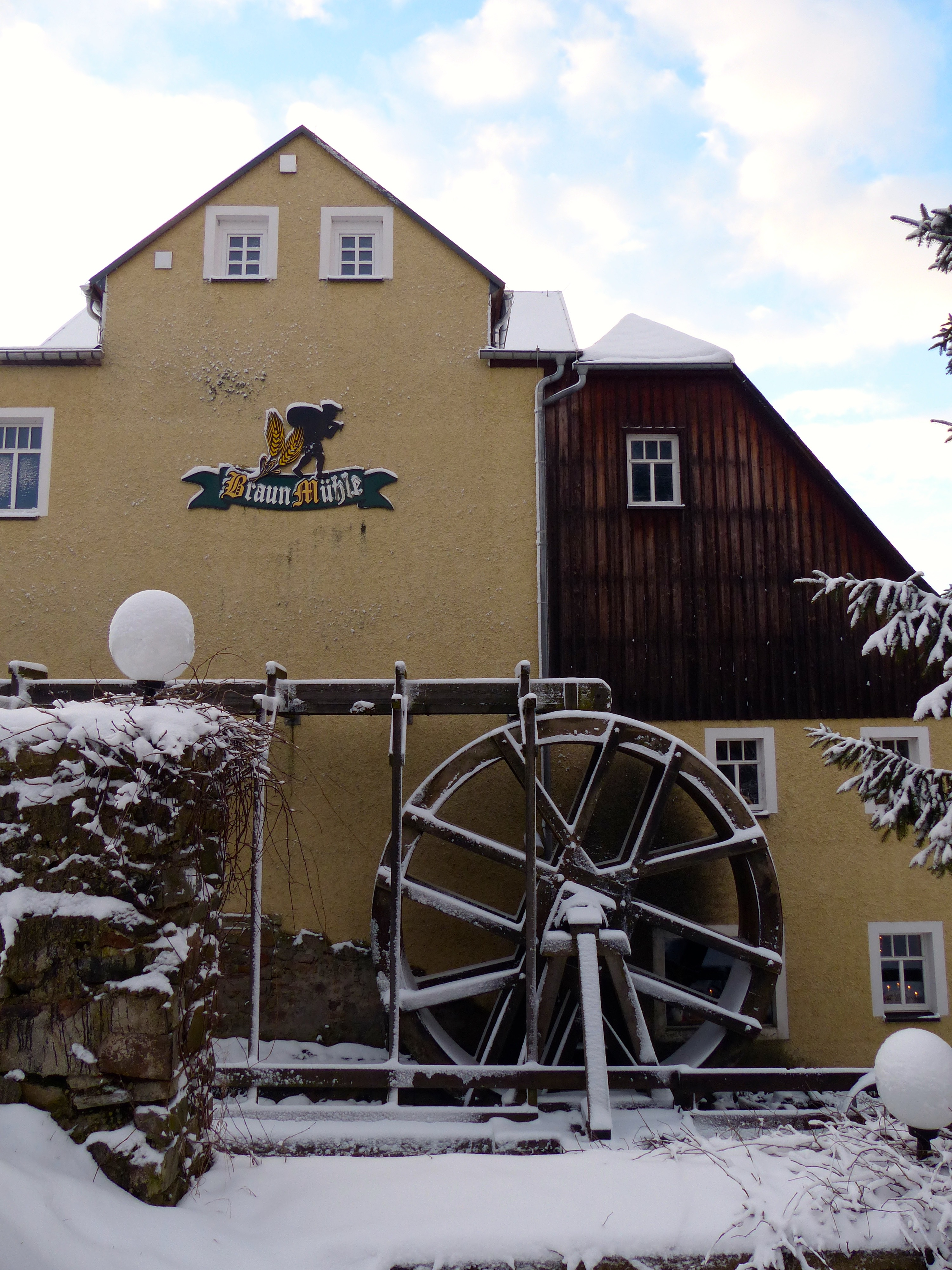
Braun Mühle von 1559
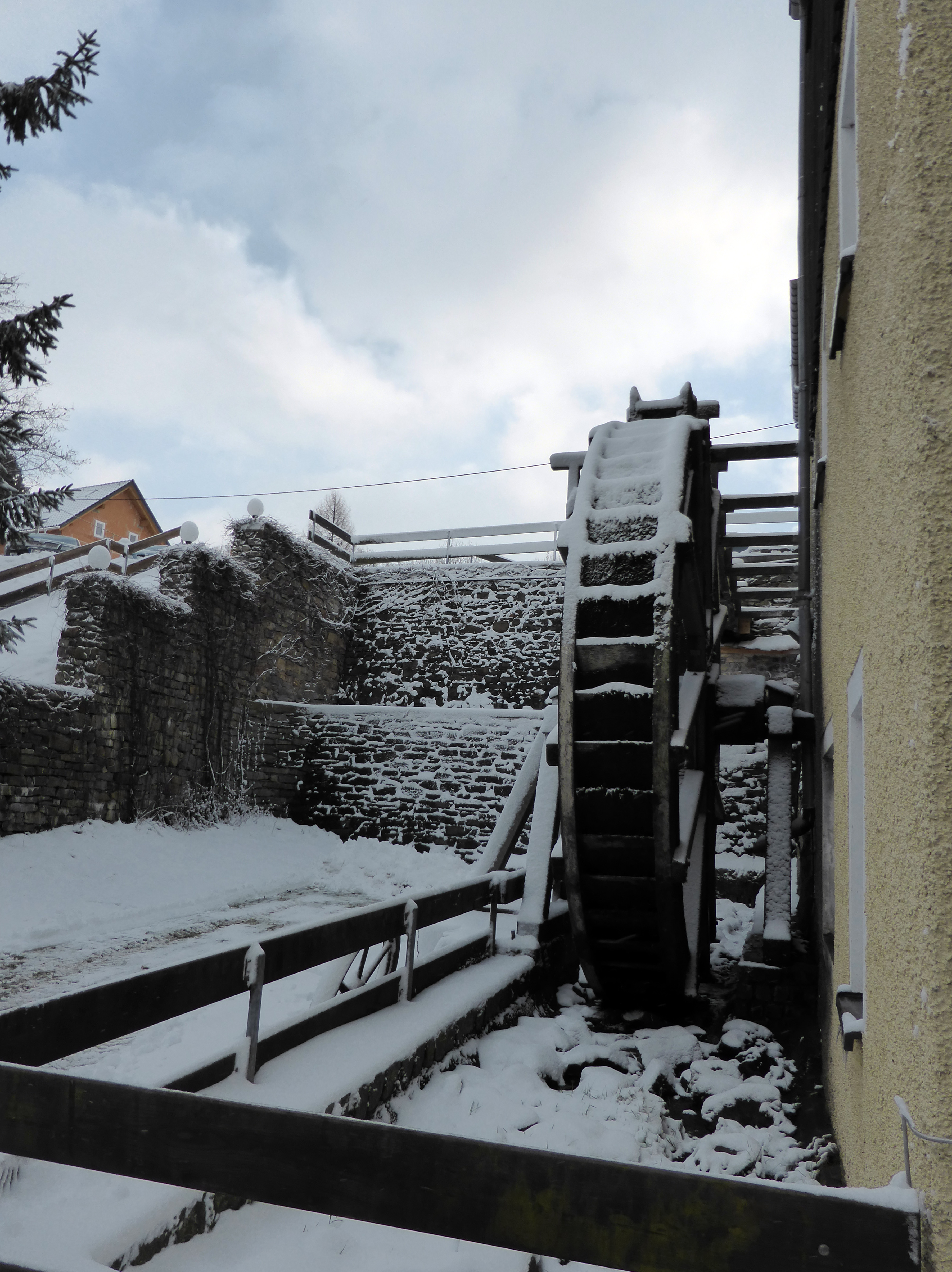
Braun Mühle mit Wasserrad